# Trevenzuolo
Trevenzuolo est une commune italienne de la province de Vérone dans la région Vénétie en Italie.

## Administration
| Période                                  | Période | Identité | Étiquette | Qualité |
| ---------------------------------------- | ------- | -------- | --------- | ------- |
|                                          |         |          |           |         |
| Les données manquantes sont à compléter. |         |          |           |         |

### Hameaux
Roncolevà, Fagnano

### Communes limitrophes
Castelbelforte, Erbè, Isola della Scala, Nogarole Rocca, Roverbella, Vigasio

### Personnalité liées à la commune
- Antonio Mantovani, tueur en série ayant fait quatre victimes, né à Trevenzuolo en 1957.